# Картини на рисових полях

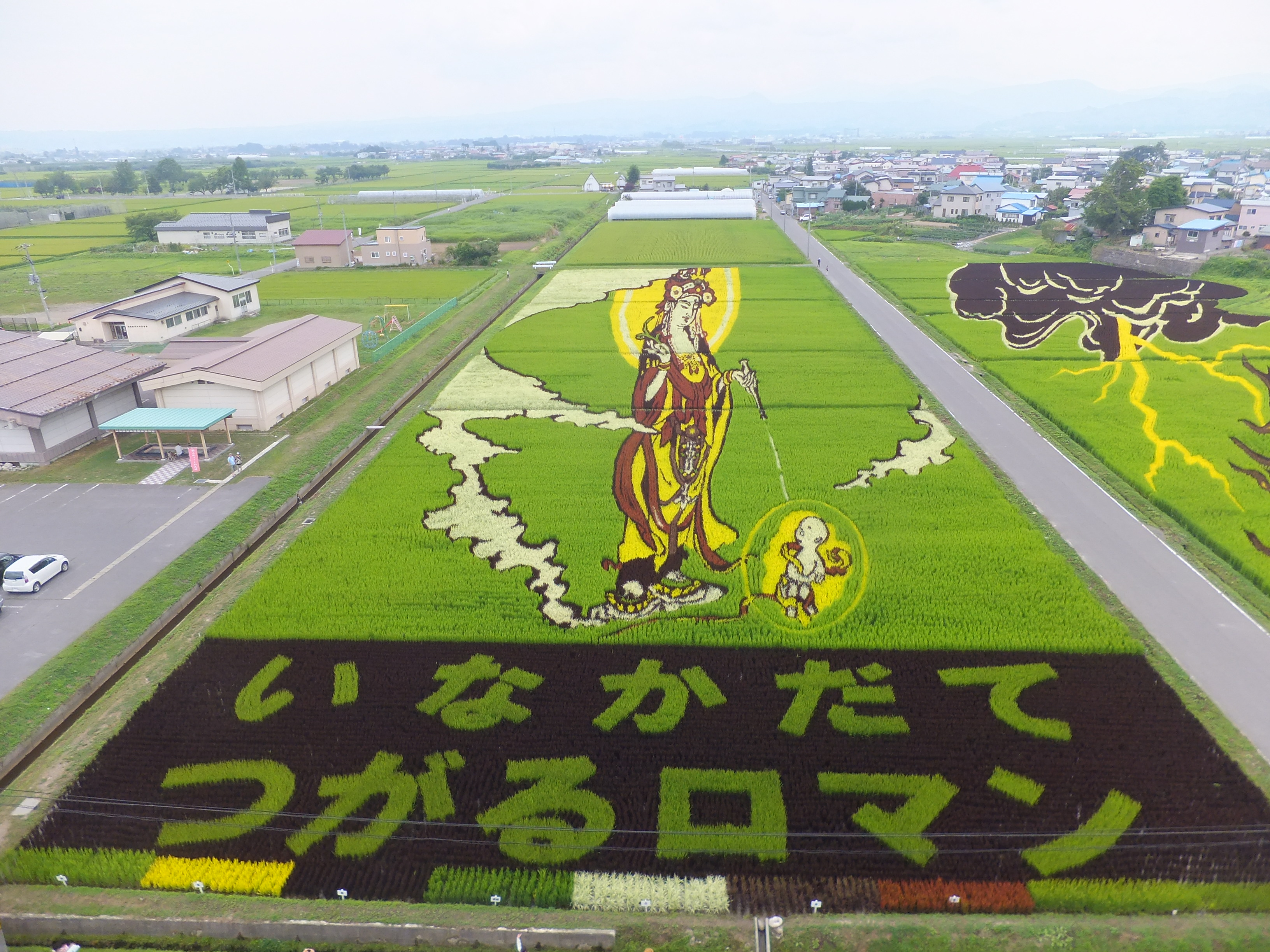
Танб в Інакадате, 2012

Картини на рисових полях (яп. 田んぼアート, кириліз.: тамбо а: то від англ. art) — різновид геогліфів: японське ландшафтно-садове мистецтво відтворення зображень на рисовому полі з використанням зростаючого рису різних сорту і кольорів
У 1993 році жителі японського села Інакадате префектури Аоморі з метою залучення туристів придумали художнє оформлення звичайних рисових полів. Щороку перед посадкою рису вони вибирають художній образ і втілюють його на полі, використовуючи сорти рису різних кольорів. Крім традиційних японських сюжетів на полях реалізуються і знайомі усьому світу образи. У 2003 році була зображена Мона Ліза, в 2009 році — Наполеон, в 2013 — Мерилін Монро. Подивитися на ці твори, що існують тільки кілька місяців, приїжджають багато туристів. Так в 2006 році ці місця відвідало більше 200 000 чоловік. Цікаво, що з дозріванням рису зображення змінюються у відтінках, а зібраний на полях урожай цього злаку продається за звичайними цінами.
За жителями Інакадате послідували рисівники міста Йонедзава префектури Ямаґата, що почали створювати «власний» тамбо-арт.
Деякі японські компанії, зокрема Japan Airlines, пропонували аграріям заплатити за їх рекламу на цих творах мистецтва, але члени місцевої організації землевласників відмовилися від цього.

Галерея
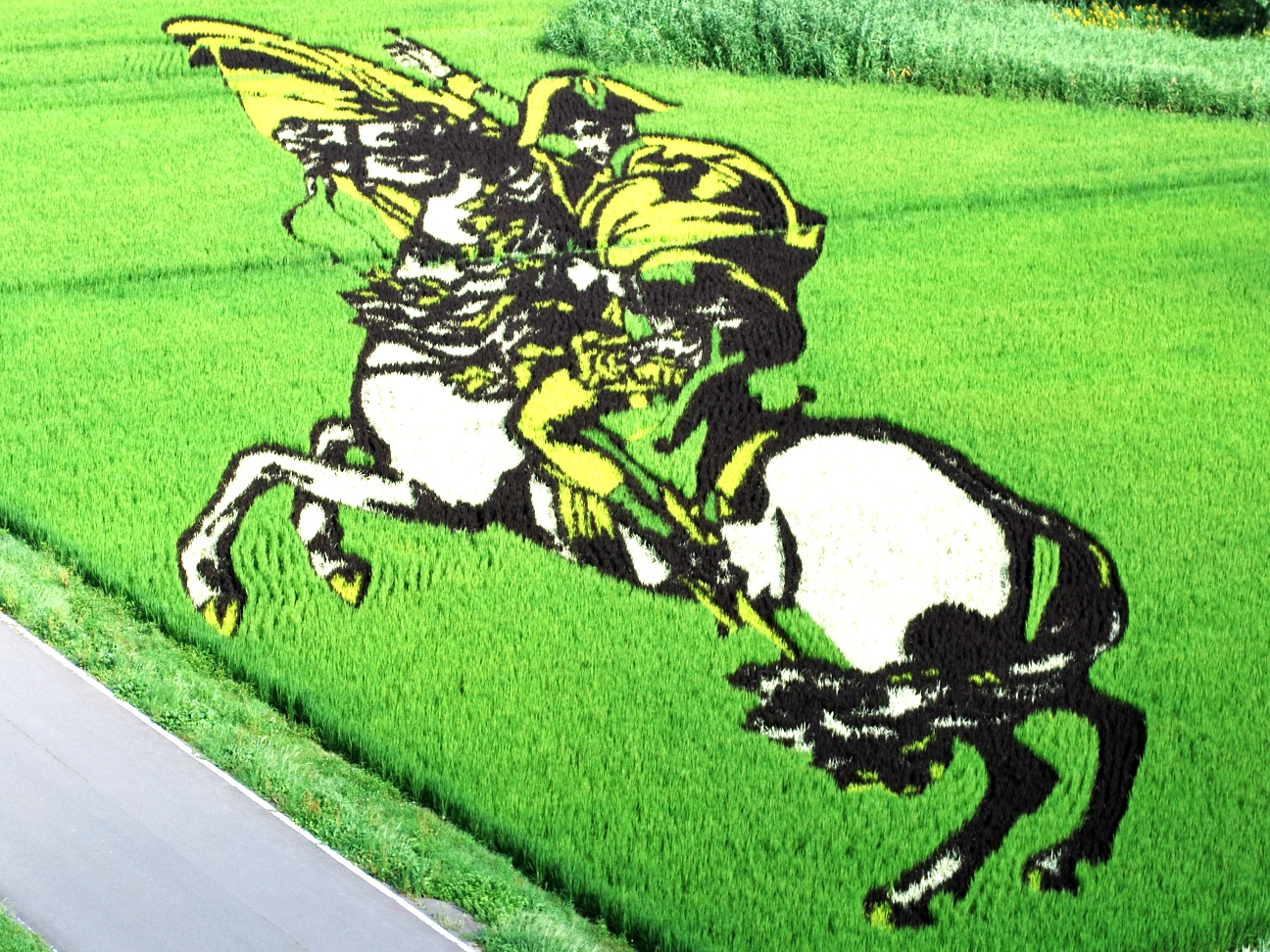
Наполеон (Інакадате)
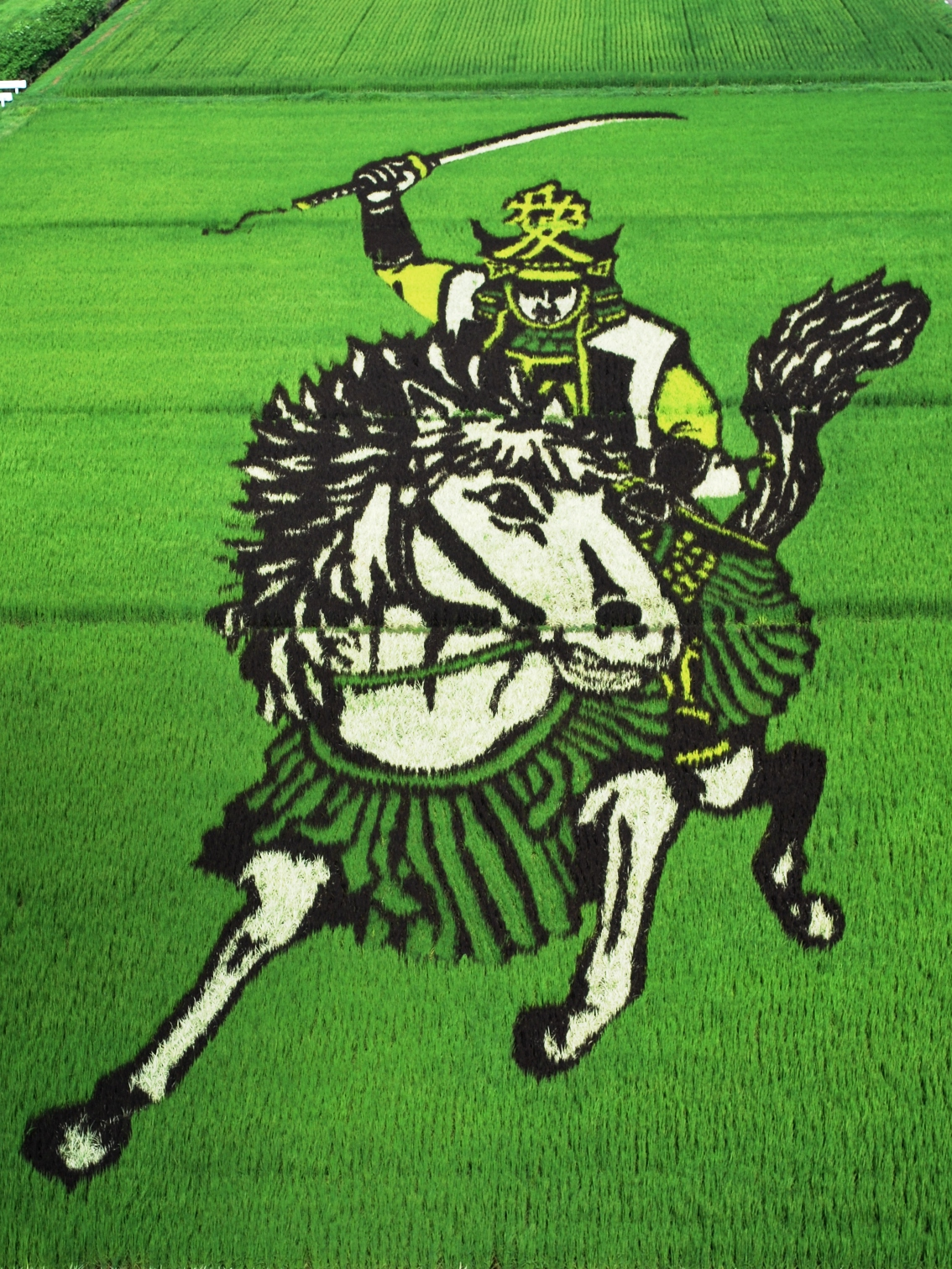
Самурай Naoe Kanetsugu (Інакадате)
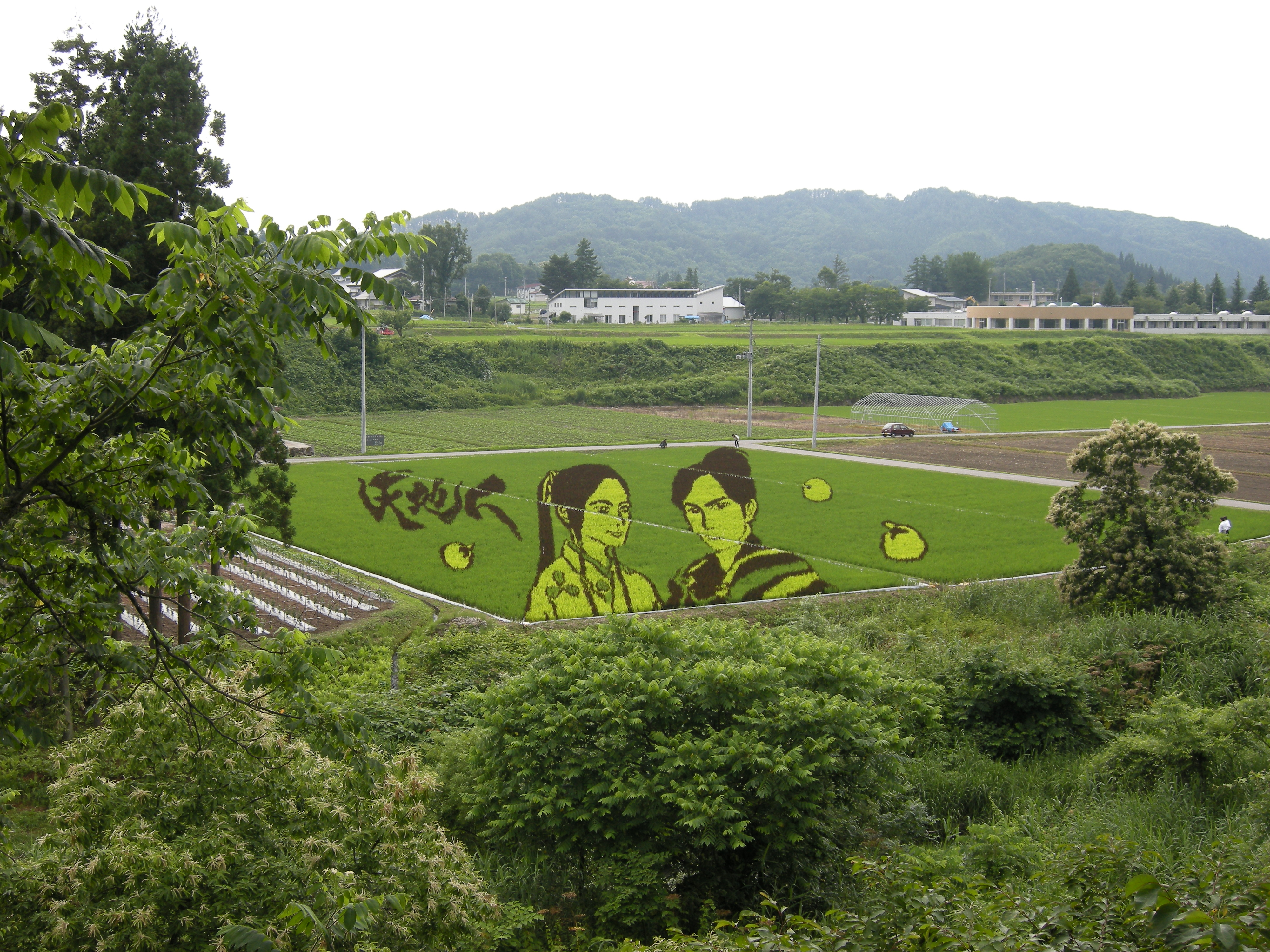
Картина в Йонедзаві